# الحرف اليدوية والفنون الشعبية في ولاية تشياباس

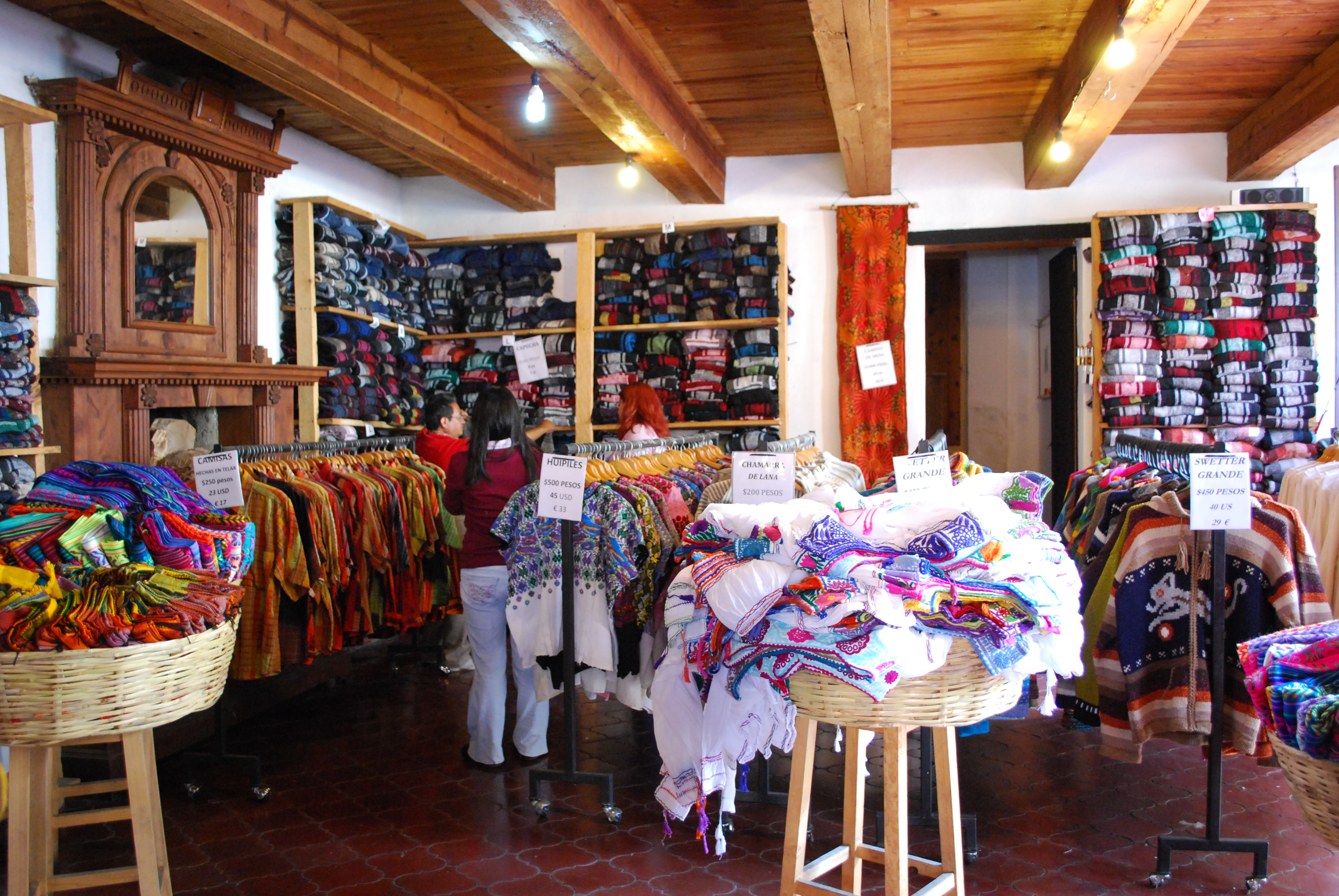
داخل متجر للحرف اليدوية في سان كريستوبال دي لاس كاساس

تتمثل الحرف اليدوية والفنون الشعبية في تشياباس بشكل كبير في صناعة الفخار والمنسوجات ومنتجات العنبر، على الرغم من أن الحرف الأخرى مثل المصنوعات الخشبية والجلدية مهمة أيضًا.
تعتبر الولاية واحدة من منتجي الحرف اليدوية الرئيسيين في المكسيك، حيث أن معظم الحرفيين هم من النساء من السكان الأصليين، الاتي يسيطرن على سوق الفخار والمنسوجات.
أصبحت صناعة الحرف اليدوية مهمة اقتصاديًا واجتماعيًا في الولاية، منذ الثمانينيات، مع صعود سوق السياحة وتعاونيات الحرفيين والمنظمات الأخرى. لا يمكن لهذه الأصناف بشكل عام التنافس مع السلع المصنوعة تجاريًا، ولكن يتم بيعها مقابل قيمتها الثقافية، في المقام الأول في سان كريستوبال دي لاس كاساس.

## الأهمية
تشياباس هي المقر الرئيسي في المكسيك للمصنوعات اليدوية. أحد أسباب ذلك هو ان مصنوعاتها أو منتجاتها تصنع من مجموعة كبيرة من المواد الخام مثل المعادن والخشب والطين. من الناحية الثقافية، فإن السبب الأكثر أهمية هو تعدد الأعراق الأصلية الموجودة في الولاية، والتي لديها أعلى نسبة من السكان الأصليين في المكسيك. 
بشكل عام، منتجو الحرف اليدوية هم من السكان الأصليين، ويعيش معظمهم في منطقة لوس ألتوس (المرتفعات). تفتقر هذه المنطقة إلى الصناعة، لذا تلعب الحرف اليدوية دورًا مهمًا في الاقتصاد، إلى جانب الزراعة والعمل في مهن الخدمة.  بالإضافة إلى ذلك، يرى العديد من السكان الأصليين الحرف اليدوية كوسيلة للحفاظ على التقاليد.
في حين أن الرجال عادة ما يصنعون بعض الحرف اليدوية، مثل تلك المصنوعة من الخشب والجلد، فإن الحرف اليدوية الرئيسية، الفخار والمنسوجات، تهيمن عليها النساء. أكثر من 80٪ من الحرفيين الصغار هم من النساء اللاتي يصنعن المنسوجات والفخار.
لا يمكن لهذه المنسوجات التنافس مع تلك المنتجة في آسيا وأماكن أخرى من حيث السعر، لذلك يتم بيعها كأشياء ثقافية واجتماعية.  كما هو الحال في أجزاء أخرى من البلاد، فإن العديد من مبيعات الحرف اليدوية هي للسائحين وهواة التحصيل، الذين غالبًا ما يريدون قطع من الثقافة الأصلية والشعبية في المكسيك، مثل البلوزات التي تصنعها النساء في مرتفعات تشياباس. غالبًا ما يتم إقرانها بالملابس الحديثة، مثل الجينز.
السوق الرئيسي للحرف اليدوية هو سان كريستوبال دي لاس كاساس. شارع Real de Guadalupe Street في هذه المدينة مليء بالباعة الذين يبيعون المصنوعات اليدوية. هؤلاء الباعة هم المستيزو (مختلطون من السكان الأصليين والإسبان) وينتمون إلى عائلات أقامت نفسها أحد الشوارع الرئيسية في المدينة.
لقد أعطاهم إنشاء سوق تذكارية وامتلاك هذه الحرف اليدوية أهمية اجتماعية وسياسية. أصبح بعض الحرفيين معروفين بما يكفي للسفر إلى الولايات المتحدة وأوروبا لعرض سلعهم وبيعها. العديد من هؤلاء المشترين يفعلون ذلك تضامنًا مع الحركات السياسية مثل الزاباتيستا وحقوق السكان الأصليين. 
في عام 2002، فازت مجموعة من الحرفيين من سان كريستوبال دي لاس كاساس بجائزة اليونسكو للحرف اليدوية لأمريكا اللاتينية ومنطقة البحر الكاريبي، مع مجموعة منسوجة ومطرزة يدويًا بعنوان Juegos Blancos.

## التاريخ
يمتد صنع العناصر المصنوعة يدويًا إلى فترة ما قبل الاستعمار الإسباني، ولكن تحت الحكم الإسباني أصبحت إحدى الحرف، المنسوجات، عنصرًا هامًا، حيث اضطرت النساء للعمل في ورش عمل لإنشاء مصنوعات يدوية فقط للإسبان الذين يمتلكون الأراضي. تم حظر هذه الممارسة بحلول منتصف القرن السادس عشر، وبقبت عند بعض الاسر بشكل فردي، مع أجر قليل أو بدون أجر. 
في حين تضاءل إنتاج الحرف اليدوية بحلول منتصف القرن العشرين، سمح ظهور السياحة في المكسيك بالانتعاش التدريجي للحرفة. في الثمانينيات، ظهر عدد من المجموعات الريفية الأصلية لتنظيم منتجي السلع التقليدية، ومعظمهم من الزراعة والحرف اليدوية. تم دعم هذه في نهاية المطاف من قبل وكالات حكومية واتحادية مختلفة، ولا سيما سنترو تنسادور تسيلتال تسوتسيل من معهد Nacional Indigenista و SIDSOL. وقد أدى نجاح هذه المجموعات إلى تكاثر الأشخاص المكرسين للحرف اليدوية في الولاية، وهو أمر شائع الآن في معظم انحاء الولاية. 
وعلى الرغم من ذلك، لا تزال هذه الصناعات تواجه تحديات مثل قلة المواد الخام، والمنافسة من المنتجات الصناعية والاجنبية، وامكانيات قليلة لتسويق المنتجات. 
عملت كل من الوكالات الحكومية وغير الحكومية مع مختلف مجموعات السكان الأصليين لتحسين ممارسات الإنتاج والتسويق. شارك حرفيو تشياباس في المعارض الدولية مثل حدث عام 2006 في برلين.  في عام 2012، عملت Tec de Monterrey و Santa Fe والعديد من المؤسسات على تعليم وتحسين تقنيات التسويق لصالح 500 حرفي في الولاية، وبمساعدة من بعض الطلاب المكسيكيين والولايات المتحدة.
في عام 2015، رفع حاكم الولاية مانويل فيلاسكو ميزانية الولاية للترويج للحرف اليدوية في تشياباس بنسبة ثمانين في المائة، وعرض ائتمان حرفي الولاية بدون فائدة بالإضافة إلى دعم لإمدادات أكثر من 400 حرفي في ثلاث عشرة بلدية (أماتان، أماتينانغو ديل فالي، بوشيل، شيابا دي كوزو، وكابيلا، وكوبينالا، وإل بوسكي، وأوكوزوكوتلا، وسان أندريس دورازنال، وسانتياغو إل بينار، وسيموجوفيل، وسوشيابا، وتوبيسكا).

## الفخار

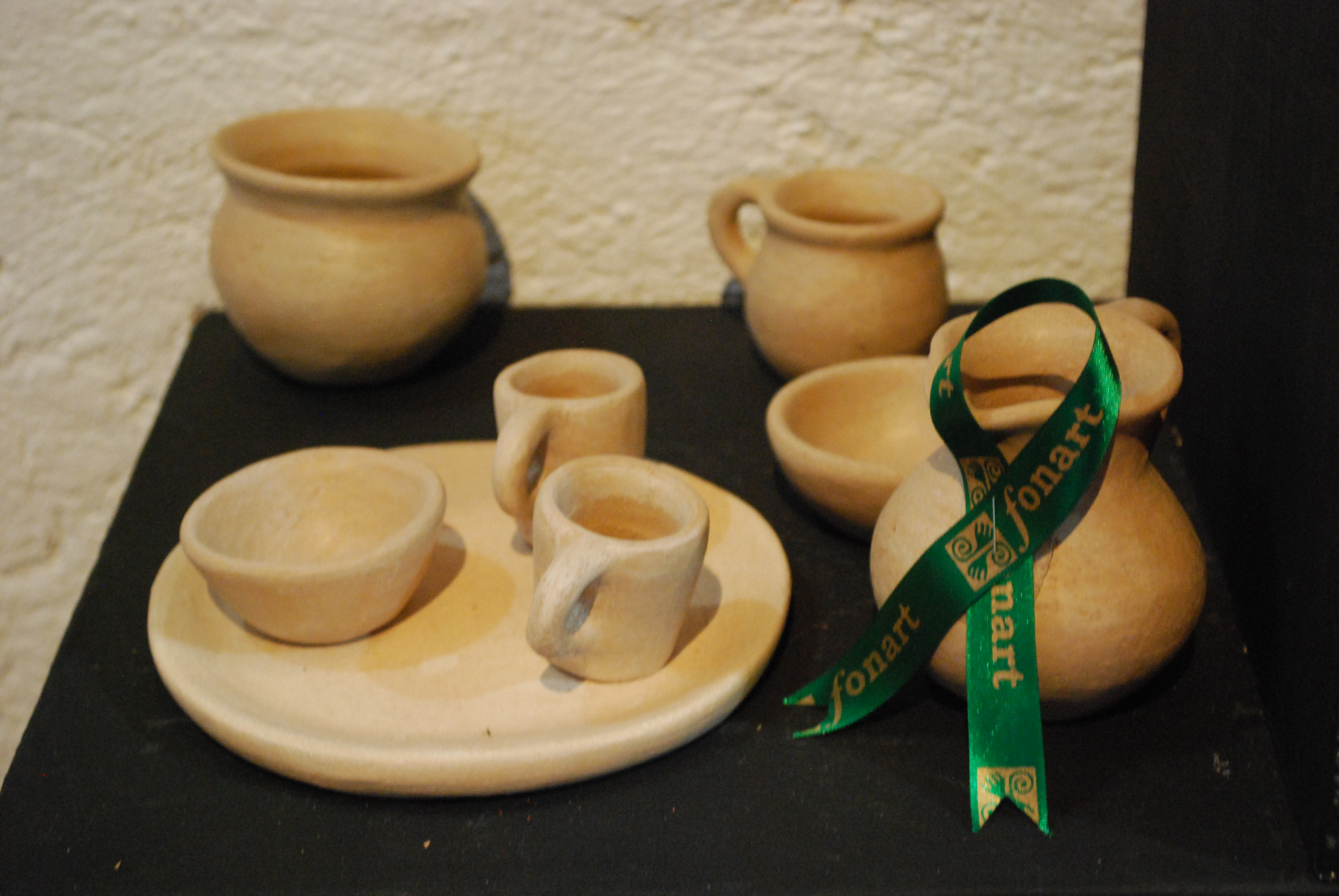
فخار من مسابقة معروضة في Museo de las Culturas Populares de Chiapas في سان كريستوبال دي لاس كاساس

الفخار المنتج اليوم ليس معقدًا مثل ذلك الذي تم إنتاجه خلال ذروة ثقافة المايا. التقنيات المستخدمة لإنتاجه بسيطة، لكنها لا تزال ذات قيمة ثقافية وفنية. يمكن العثور على الخزافين في Chiapa de Corzo و Mazapa de Madera و Amantengo del Valle و La Frontera و Tonalá و Ocuilapa و Suchiapa و San Cristóbal de las Casas.   أكثر عناصر الفخار شيوعًا هي الأواني اليومية مثل الأواني والأوعية المقاومة للحرارة والقمر والجرار والكانتارو والمزهريات وحوامل الشموع وأواني الزهور.
يتم عمل الفخار الأكثر شهرة في Amatenango del Valle ، وقد أصبح مصدرًا رئيسيًا للدخل لمعظم سكان مدينة Tzeltal. بالنسبة للجزء الأكبر، فإن النساء اغلبهن من الخزافيات، حيث تتعلم الفتيات الحرف في سن العاشرة تقريبًا. يشارك الرجال في البلدة في المساعدة أيضا، مثل جلب الحطب المستخدم في قطع الرماية، لكن دورهم الرئيسي هو تسويقها. 

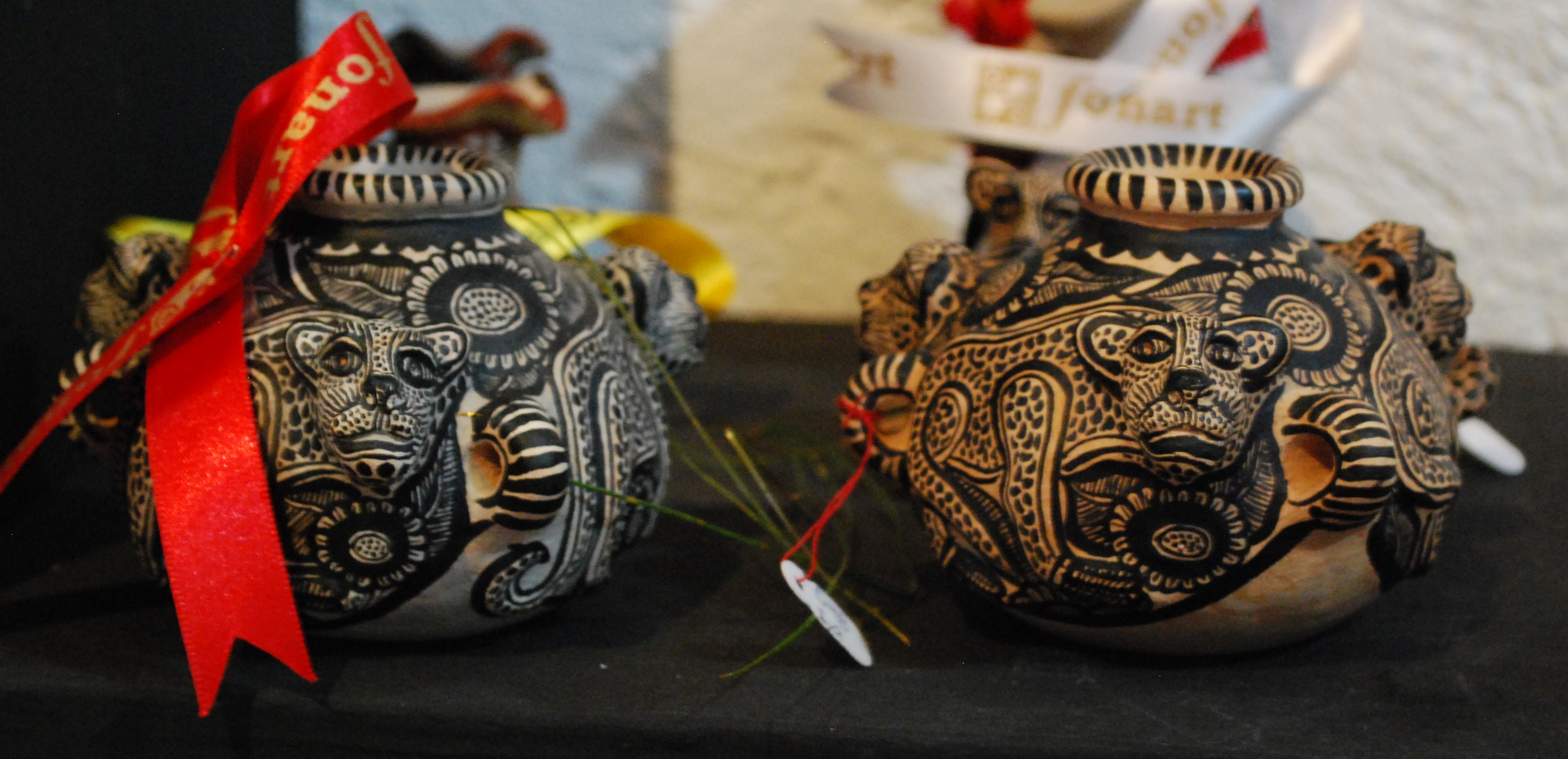
أواني فخارية مطلية بزخارف جاكوار

يتميز خزف البلدة بلونه الفاتح ومصنوع في الغالب من قطع زخرفية.  وهي مشهورة بشكل الجاكوار والحمامات، ولكن البعض الآخر شكلها مثل الديوك والسلاحف والضفادع والنمور والحيوانات الأخرى بالإضافة إلى الجرار والعناصر الزخرفية للشمس والقمر. 
لا يوضع الفخار Amatenango في الفرن بل على نار مفتوحة في الهواء الطلق. تنتج هذه التقنية تيرا كوتا بنية فاتحة. يمكن ابقاء هذا اللون، بالإضافة إلى زخارف بنية داكنة أو يمكن طلائها بألوان مختلفة.  تباع هذه الأدوات في الغالب في أجزاء مختلفة من ولاية تشياباس وبعض الولايات المكسيكية الأخرى، وبعضها يشق طريقه إلى الأسواق الدولية. زار الخزافون مثل جوليانا لوبيز بيريز بعض الدول مثل الولايات المتحدة للترويج لمنتجاتها.

## المنسوجات

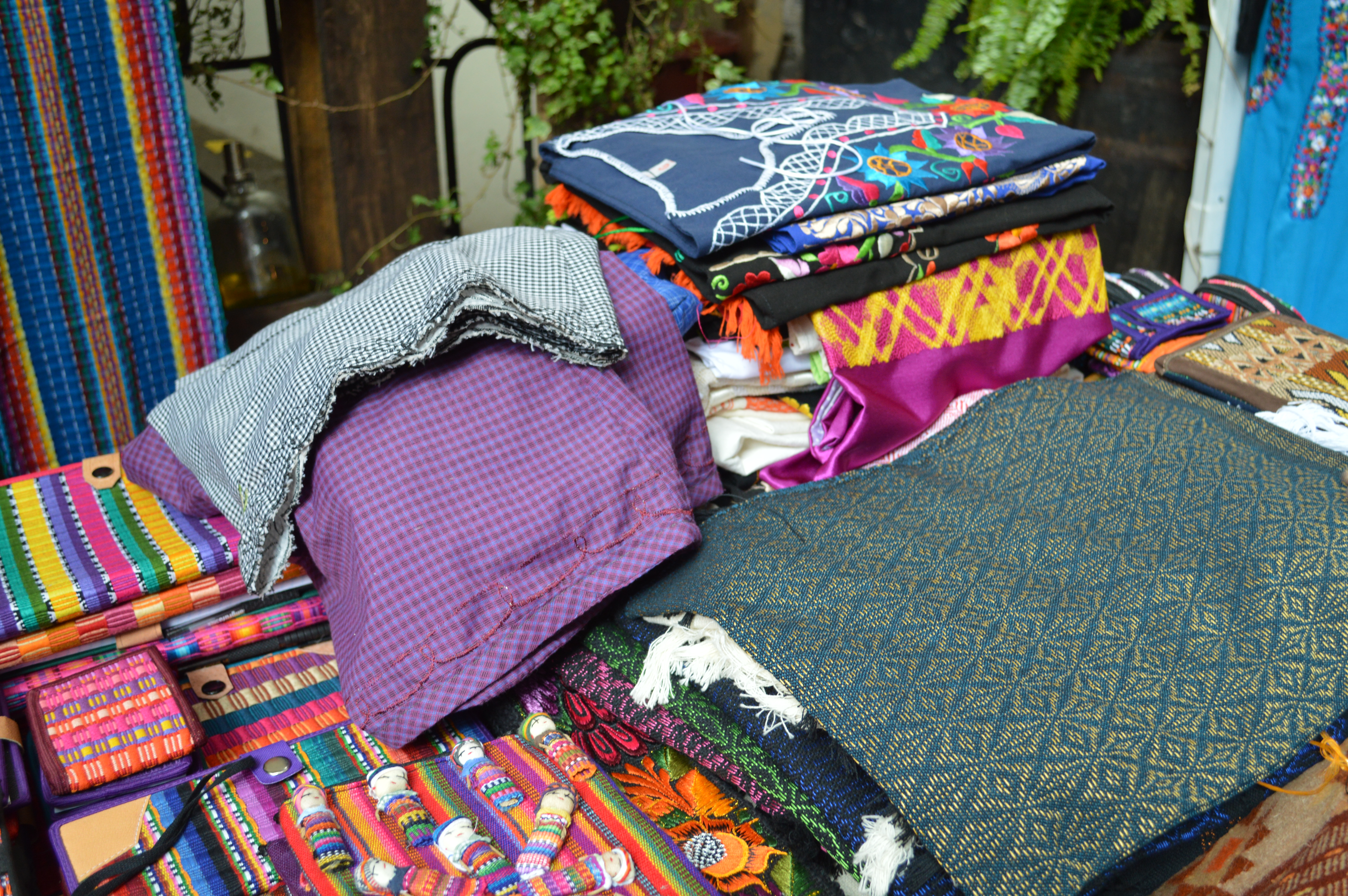
أخذ عينات منسوجات تشياباس

منذ الطفولة، تتعلم معظم الفتيات من الشعوب الأصلية نسج الملابس وتطريزها. يمكن أن يشمل ذلك أيضًا تحضير الألياف. معظم المنسوجات المنتجة للاستخدام المحلي، بدءاً بتصاميم بسيطة للارتداء اليومي، ثم الانتقال إلى تصميم ازياء أكثر تعقيدًا وتزيينًا كلما تقدموا في السن واصبحوا أكثر خبرة. 
لا تزال العديد من منتجات المنسوجات مصنوعة بالكامل بالطرق التقليدية، من مواد مثل الصوف وخيط القطن والأصباغ الطبيعية. وهذا يشمل معظم القماش المنسوج يدويًا، والمصنوع على أنوال الظهر. تصنع هذه المنتجات من قبل الحرفيات النساء في منازلهن بالاقتران مع الواجبات المنزلية الأخرى، ولكن في بعض الأحيان تعمل هؤلاء النساء بالتعاون مع الآخرين.  

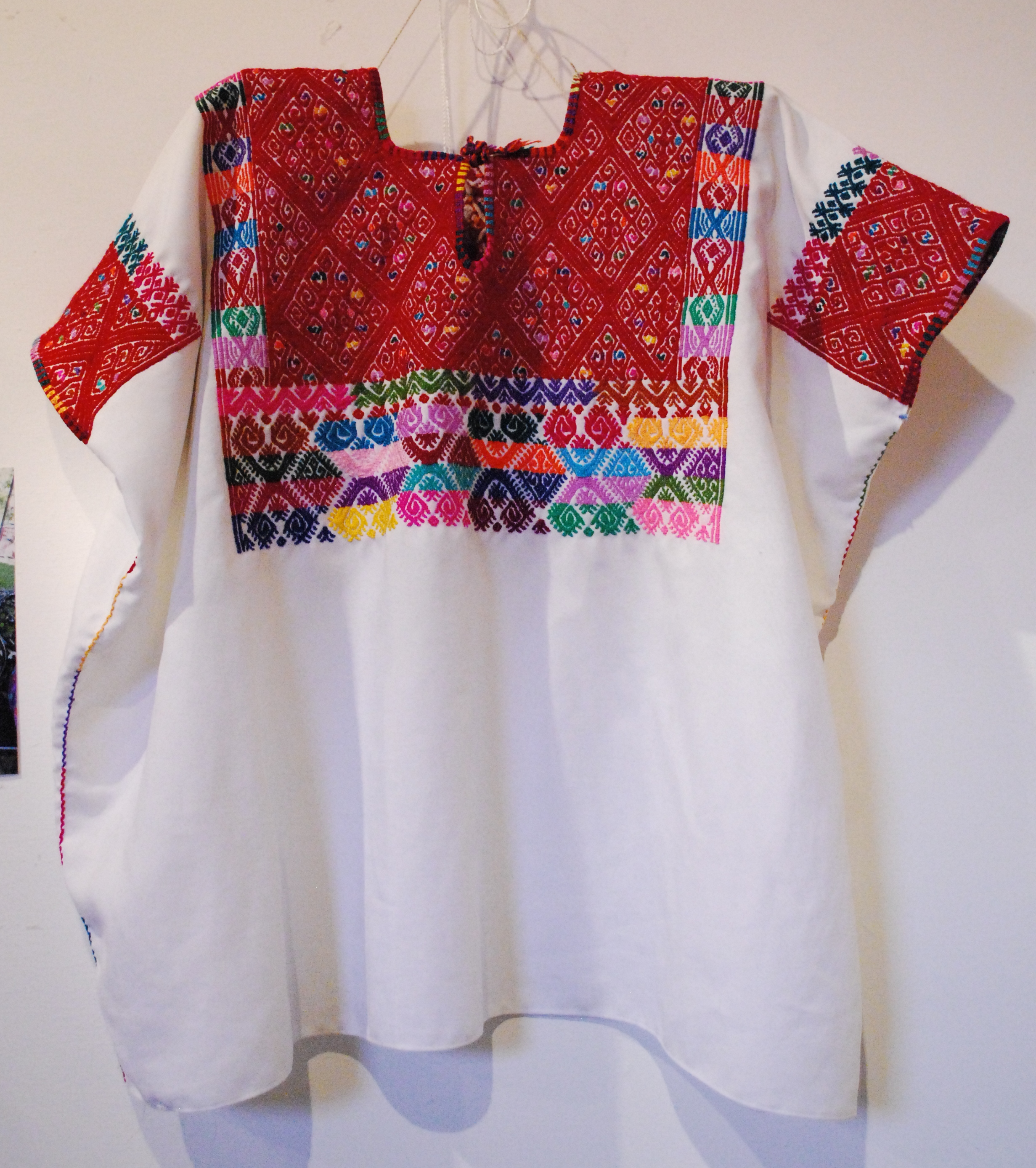
بلوزة مطرزة من بوتشيل ، تشياباس معروضة في Casa Na Bolom في سان كريستوبال دي لاس كاساس

تتشابه تصميمات المنسوجات في ولاية تشياباس إلى حد كبير مع تصاميم غواتيمالا، لأنها تأتي من نفس الأصل. 
معظم التصاميم بألوان قوية مثل الأحمر والأصفر والأزرق الفيروزي والأبيض والأرجواني والوردي والأخضر العميق . الزخارف تشمل الزهور والفراشات وطيور الغابات المطيرة. 
أدى نمو إنتاج الحرف اليدوية إلى تنويع التصاميم والمنتجات، وخاصة في المنسوجات، سواء في النسيج أو التطريز.  الألياف الاصطناعية أيضا تضاف إلى القطع، إما تُستخدم لصنع القماش أو تُضاف كتطريز.
تحتوي العديد من منسوجات Aguacatenango على أربع زهور تحاكي تلك الموجودة على واجهة كنيسة سان أغوستين، والتي يعود تاريخها إلى القرن السابع عشر.
الملابس التقليدية الأساسية للنساء هي huipil ، ولكل مجتمع من السكان الأصليين أسلوبه الخاص،  خاصة في Tenejapan ، Zinacantan ، Ocosingo ، Larrainzar ، Venustiano Carranza .  يسمى اللباس التقليدي الآخر Chiapaneca ، والذي يظهر تأثيرًا إسبانيًا واضحًا. عادة ما تكون مصنوعة من قماش خفيف وشفاف بألوان داكنة ومطرزة بزهور ملونة زاهية .
بالإضافة إلى ذلك، تقوم نساء المستيزو بخياطة الملابس التقليدية وغير التقليدية للسوق السياحية، والتعاقد مع نساء الشعوب الأصلية للقيام بالتطريز. 
يمكن العثور على هذه الملابس وغيرها من العناصر ذات التطريز التقليدي في أسواق مثل تلك الموجودة في سان كريستوبال دي لاس كاساس (بلازا سانتو دومينغو) وسان خوان شامولا وزيناكاتان. 
المجتمعات المشهورة بشكل خاص بالمنسوجات المطرزة تشمل Magdalenas و Larráinzar و Venustiano Carranza و Sibaca.  تشتهر Zinacatán بإنتاجها للحرف اليدوية، مع جعل الملابس المطرزة الزاهية نشاطًا اقتصاديًا رئيسيًا. يشمل الزي التقليدي للرجال سيراب منسوج بألوان داكنة مثل الأزرق أو الأخضر أو الأرجواني مع لمسات من الأزهار. بالنسبة للنساء، البلوزات والتنانير تكون في نفس الشكل بالإضافة إلى rebozo s (أو chals) المطرزة بالورود.  
تُصنع منسوجات الصوف والقطن المنسوجة على أنوال الظهر في سان خوان شامولا، وسان أندريس لارينزار، وتوكستلا غوتيريز، وسان بيدرو تشينالهو، وبوتشيل، وتوبيسكا. يتم خياطة الملابس التقليدية للرجال والنساء في Pantelho و Oxchuc و Huixtan . 

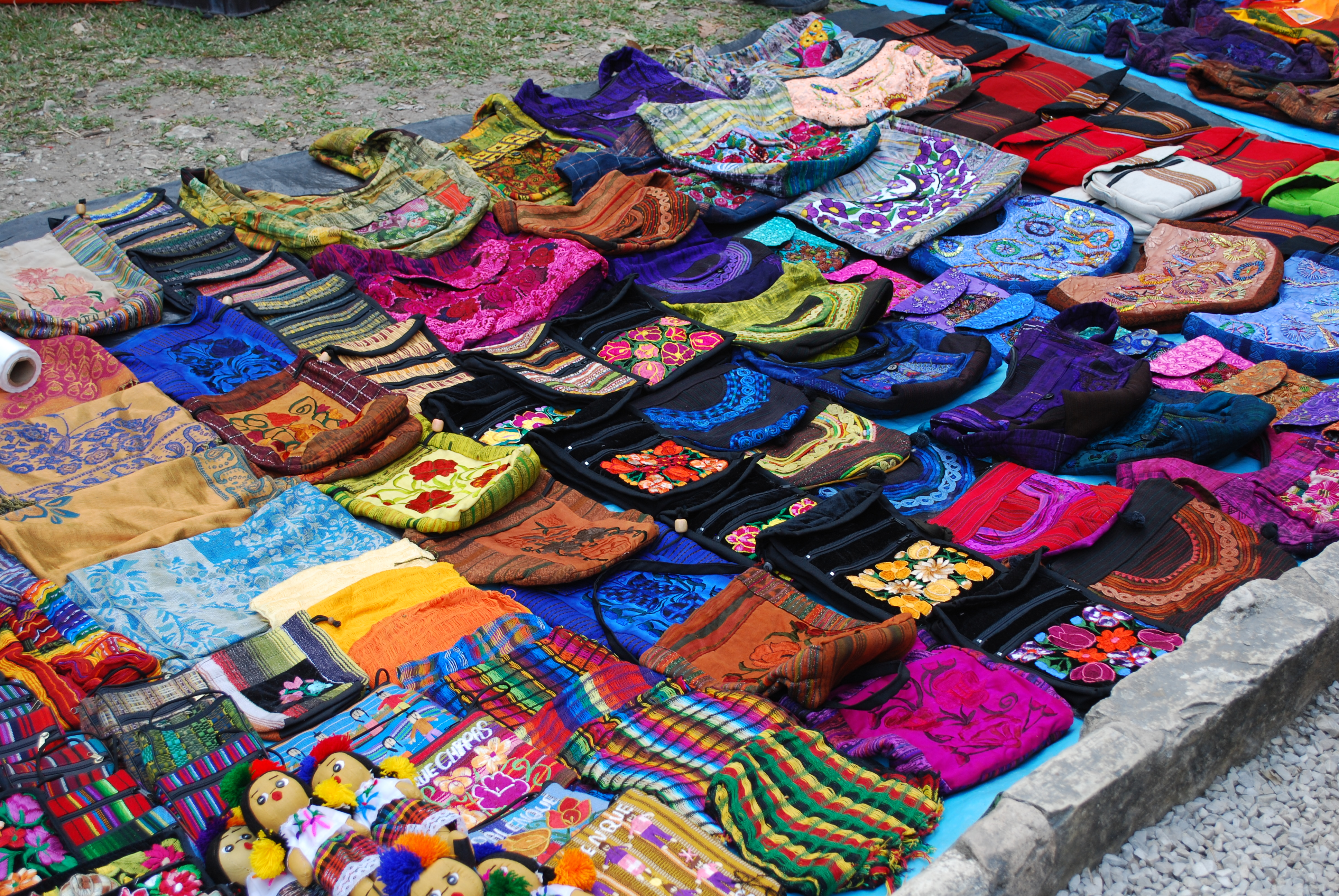
يتم بيع المحافظ النسيجية في موقع Palenque الأثري

يتم إنتاج الكثير من المنسوجات الذي يتم بيعه إلى سوق السياحة / هواة التجميع، في وديان سان كريستوبال، و Teopisca-Amatenango del Valle وجزء من وادي Villa las Roas.
غالبًا ما يتم دعم وتعزيز صناعة المنسوجات التقليدية من قبل مختلف الكيانات الحكومية وغير الحكومية. تتخصص جمعية Sna 'Jolobil (Textile House) في دعم وتصدير أجود منسوجات تشياباس، سواء في النسيج أو التطريز. وهي أقدم منظمة حرفية في مرتفعات تشياباس، تأسست في عام 1976، من قبل الأمريكي دبليو موريس ونسج بيتول الأصلي وتدعمها Fondo Nacional para el Fomento de las Artesanías (FONART). وهي أكثر نشاطًا مع منتجي النسيج في Laráinzar و Tenejapa.
هناك منظمة أخرى تدعم منتجي المنسوجات هي J'pas Joloviletic ، التي تأسست في عام 1984، مع حوالي 800 حرفي في 23 مجتمعًا في تسع بلديات في مرتفعات تشياباس. وهي تعمل كوسيط بين المنتجين والمنظمات الحكومية. وسيطر الرجال على هذه المنظمات، مما أدى إلى إنشاء منظمات أخرى حصرية للنساء.

## لاكيوروير

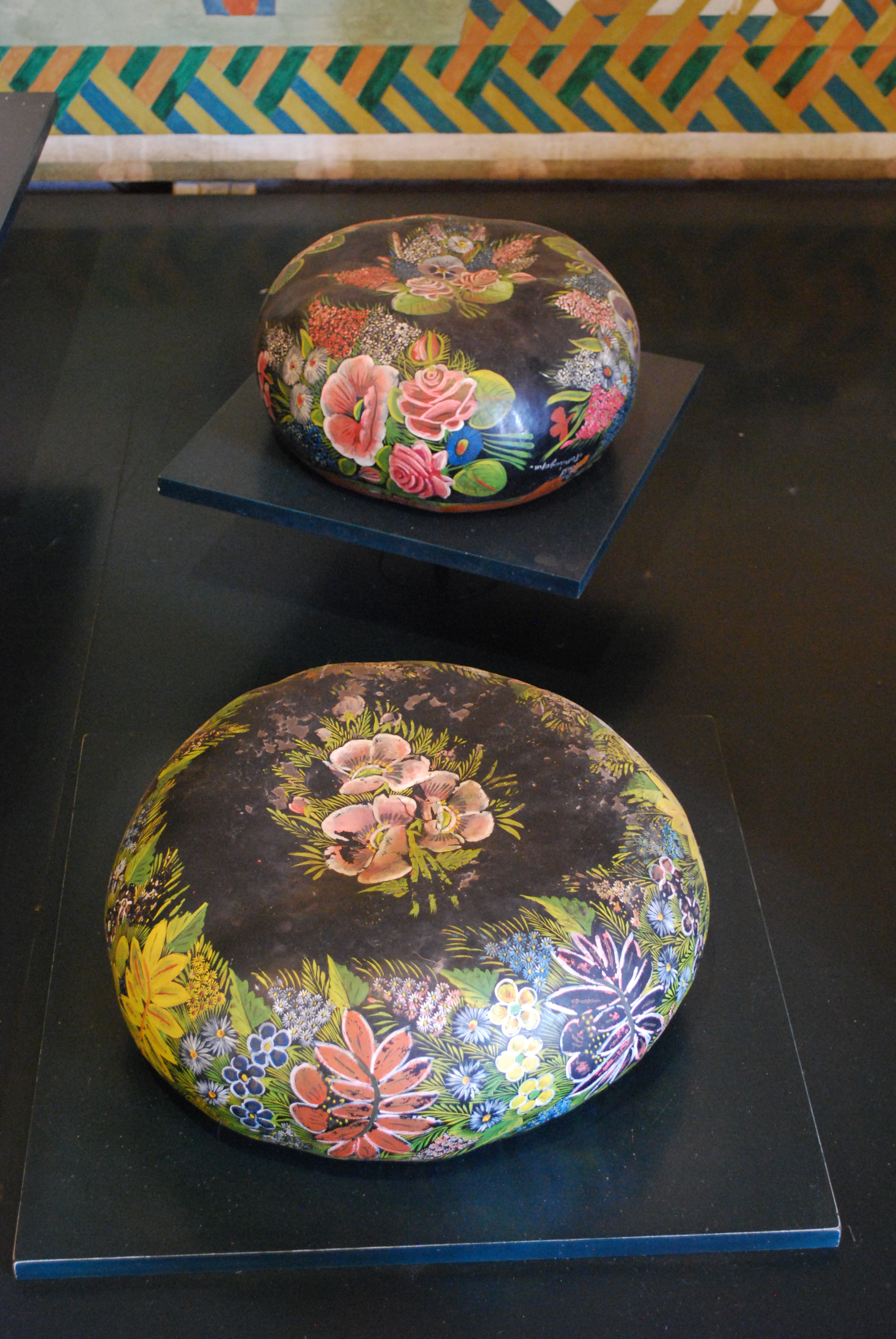
القرع المطلي في متحف دي لاكا في تشيابا دي كورزو

يعد Lacquerware ، الذي يحمل أسماء لاكا أو maque ، تقليدًا حرفيا نشئت من فترة ما قبل الاستعمار الإسباني. في حين أنها كانت حرفة مشتركة في أمريكا الوسطى، اليوم المركز الوحيد لإنتاجها في الولاية هو تشيابا دي كورزو.
يتم طلاء ورنيش الطلاء باستخدام فرش دقيقة، ولكن المنتجات تميل إلى أن تقتصر على القرع والأوعية و «أصابع القدم». في الماضي كانت مجموعة متنوعة من الأشياء مطلية مثل الأغراض الدينية والأثاث. تراجعت الحرفة واختفت تقريبًا، لكنها اليوم مدعومة من قبل الهيئات الحكومية الفيدرالية التي تدرب الحرفيين وتساعدهم على بيع بضاعتهم. 
تدعم الدولة أيضًا متحفًا ورنيشًا، تم تأسيسه في عام 1952 من قبل عالم الأنثروبولوجيا ألفونسو كاسو لإثبات ألاصول ما قبل الإسبانية للحرفة وتقنياتها وموادها. 

## العنبر

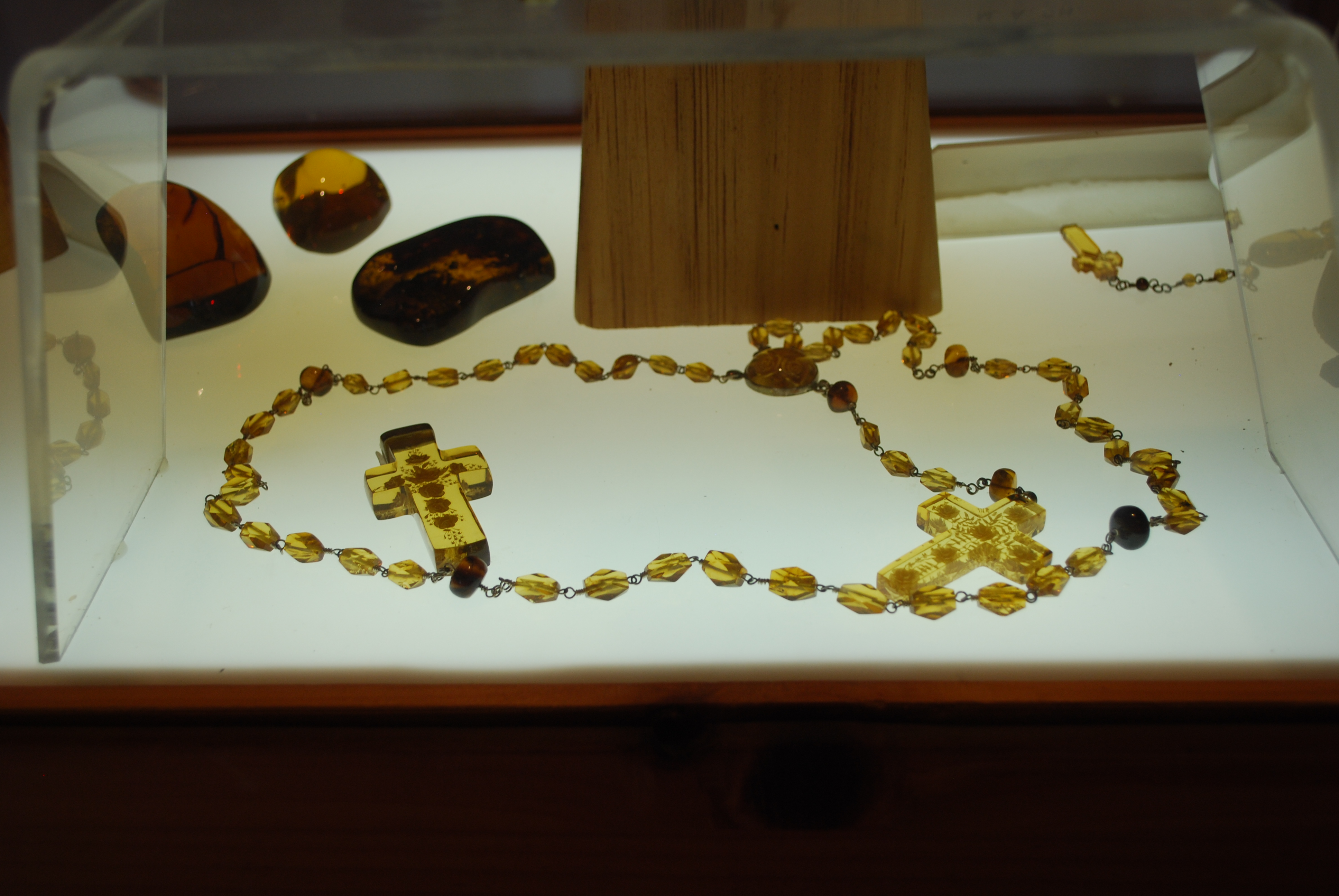
مسبحة باللون الكهرماني في متحف العنبر في سان كريستوبال دي لاس كاساس

أحد الموارد الطبيعية البارزة للولاية هو العنبر. وهي متشابهة في الجودة مثل تلك الموجودة في جمهورية الدومينيكان، ولكن لها خصائصها الخاصة، مثل نوع النباتات والحشرات التي يمكن العثور عليها محصورة في القطع بألوان تتراوح من شبه شفافة إلى داكنة جدًا. يعتقد أن العنبر يحمي الناس من الأرواح الشريرة والعين والحسد وغيره . 
تنتج الولاية 292 كيلو من الكهرمان شهريًا، وهو ما يمثل 90 ٪ من إنتاج المكسيك، على الرغم من أن الودائع بدأت في النفاد. يباع معظمها للحرفيين الذين يستخدمونها لإنتاج المجوهانواع رات مثل المعلقات والخواتم والقلائد وبعض التماثيل.  
هناك حوالي خمسون جمعية تعاونية من لحرفيي العنبر. تُباع معظم منتجات الكهرمان في سان كريستوبال دي لاس كاساس، ولكن يتم أيضا تصدير القطع إلى الولايات المتحدة وأوروبا. 
التحدي الذي يواجهه الحرفيون والبائعون في السوق الرئيسي هو السياح، الذين لا يستطيعون في الغالب معرفة المواد الحقيقية من البلاستيك أو الزجاج، وسوف يشترون القطعة الأرخص، حتى لو لم تكن أصيلة.
في عام 2000، قامت الحكومة الفيدرالية بمنع الإصدارات المقرصنة من منتجات العنبر في تشياباس. وافتتحت الولاية متحف العنبر، الذي يعرض أنواعًا مختلفة من المنتجات المصنوعة من المواد وكذلك العروض المتعلقة بالتعدين والقطع. 

## الحرف الأخرى

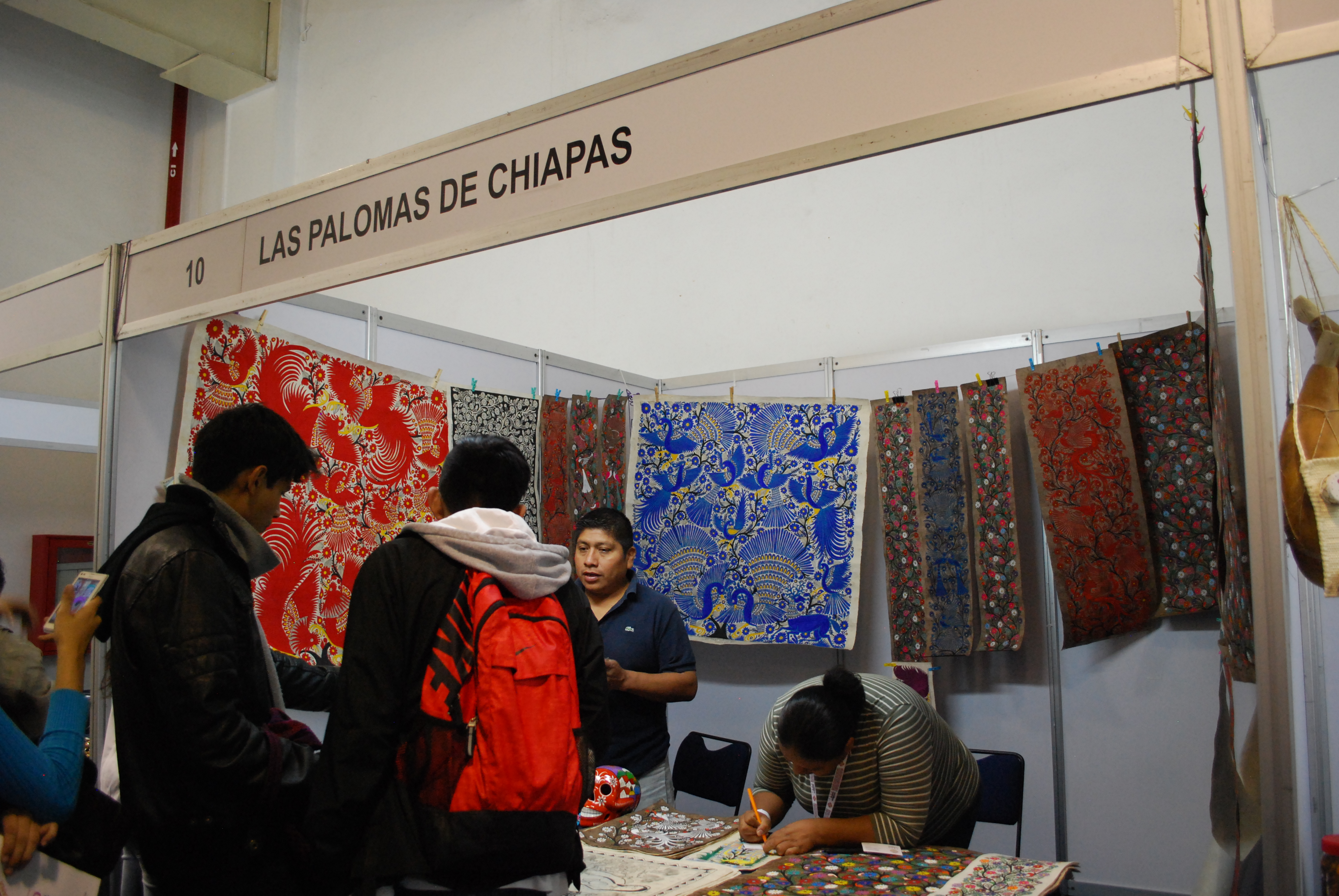
المعرض السنوي لمعرض إكسبو دي لوس بويبوس إنديناس في مكسيكو سيتي

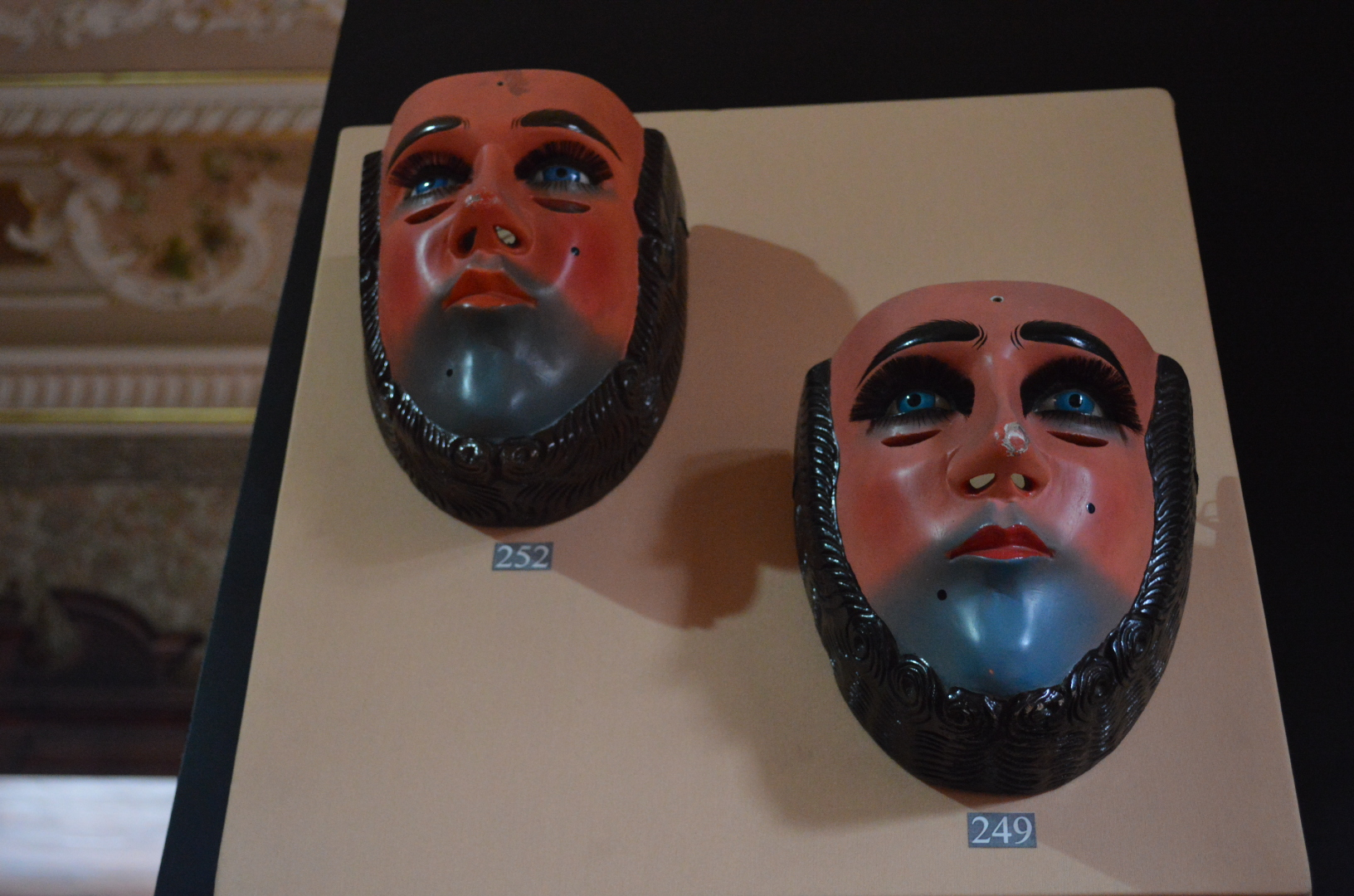
أقنعة Parachicos في Museo Nacional de la Máscara ، سان لويس بوتوسي

تصنع المنتجات المختلفة من الأخشاب المتنوعة في مجتمعات مختلفة في الولاية. يشتهر رجال Tzotzil في San Juan Chamula بعملهم في الخشب، وخاصة تصنيع الأخشاب الصلبة مثل خشب الأرز والماهوجني، حيث يصنعون الأثاث المنزلي منها وصنع الاثاث بشكل عام. 
يستخدم الخشب أيضًا لصنع مجموعة متنوعة من المنتجات بما في ذلك الأدوات، والأشكال الزخرفية، وأواني الطبخ، والأقنعة الاحتفالية ، والألعاب وغيرها .
تشتهر تشيابا دي كورزو بصناعة أوعية خشبية ، وملاعق ، ولعب أطفال ، وأقنعة .
إن الحرف الحجرية عبارة عن حرفة جديدة ومتنامية نسبيًا ، وكثير منها مكرس لصنع أو استنساخ تحف المايا ، وخاصة تلك المصنوعة من بالينكو، المصنوعة في المدينة الحديثة التي تحمل نفس الاسم وبالقرب من سالتا ديل أغوا .
تصنع الحلويات التقليدية بالفواكه الاستوائية ، جنبًا إلى جنب مع الاسكواش والشوكولاته والمكسرات. وتشتهر بلدة أرياجا بصنع الحلوى باستخدام الاسكواش والجبن والحلويات مثل بودنغ الأرز والمويغانوس . 

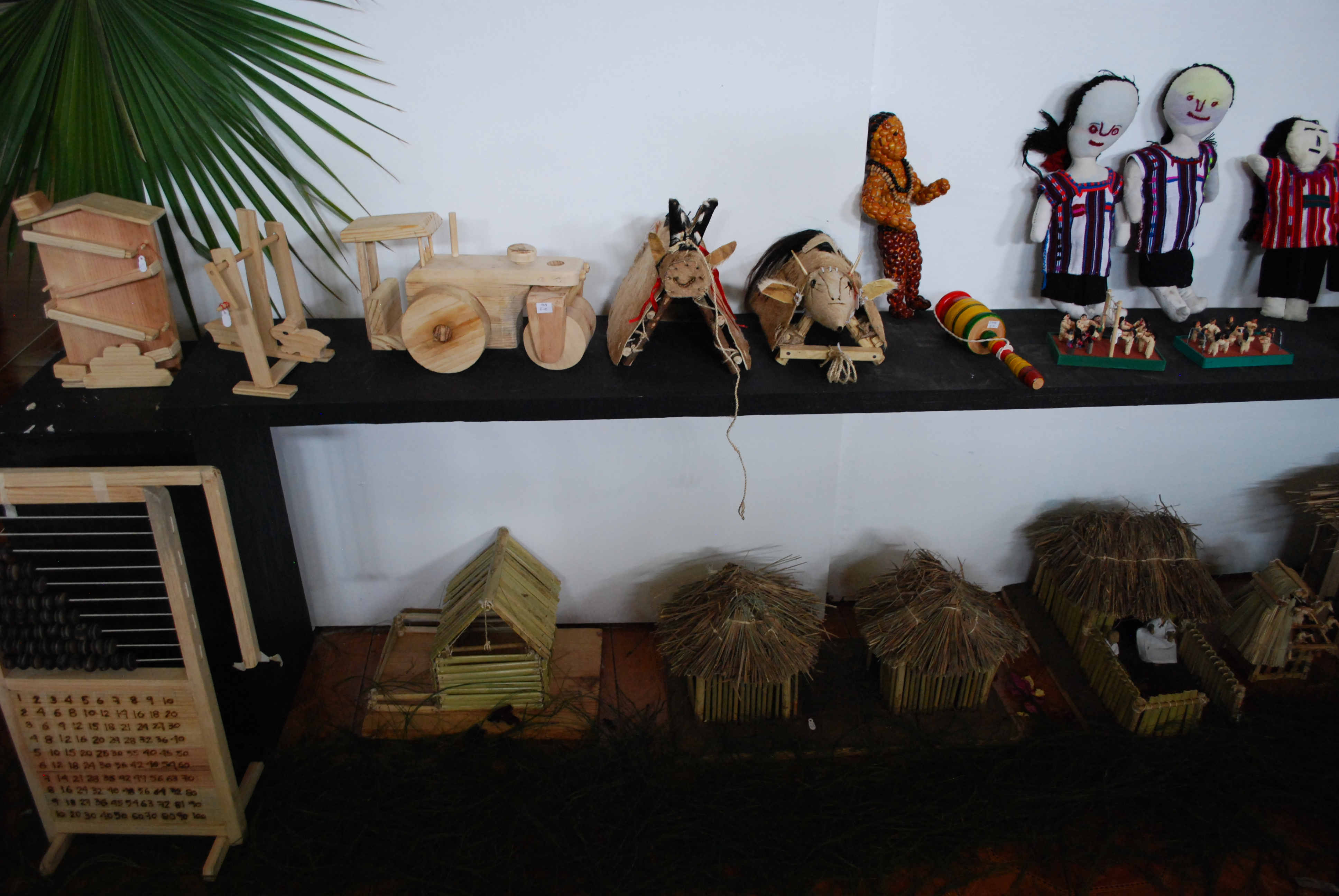
مجموعة متنوعة من الألعاب التقليدية في Museo de las Culturas Populares

تصنع الألعاب التقليدية أيضًا من مواد مثل الكرتون ، والنسيج ، والقصدير ، والقصب ، خاصة في تينيجابا وسان خوان شامولا.  
ادخل الإسبان صناعة الجلود إلى الولاية ويتم ذلك حاليًا لصنع عناصر مثل حقائب اليد والسروج والأحذية وأكواب السكاكين والسواطير وغيرها . 